# Sos rosyjski

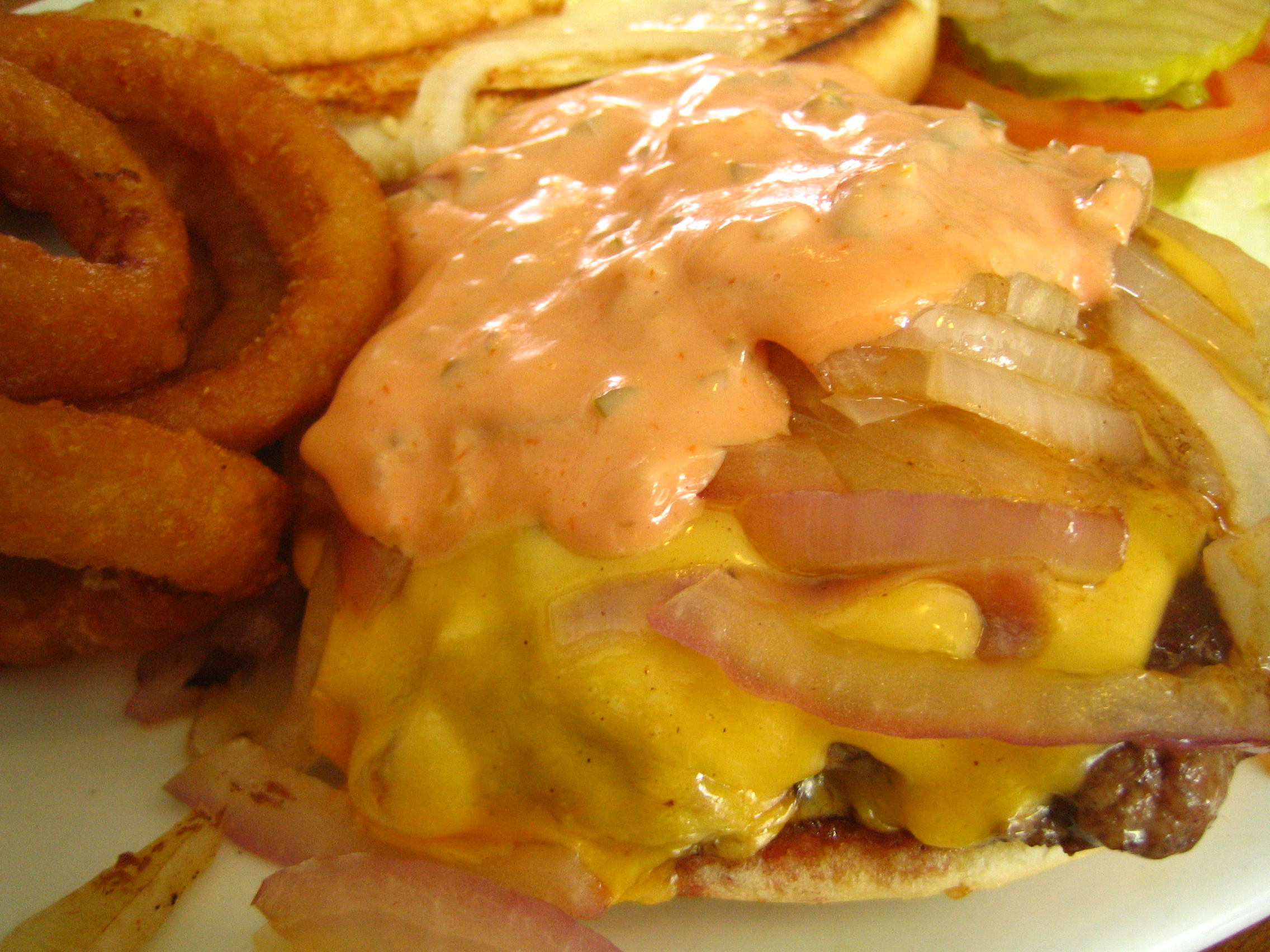
Hamburger z dodatkiem sosu rosyjskiego

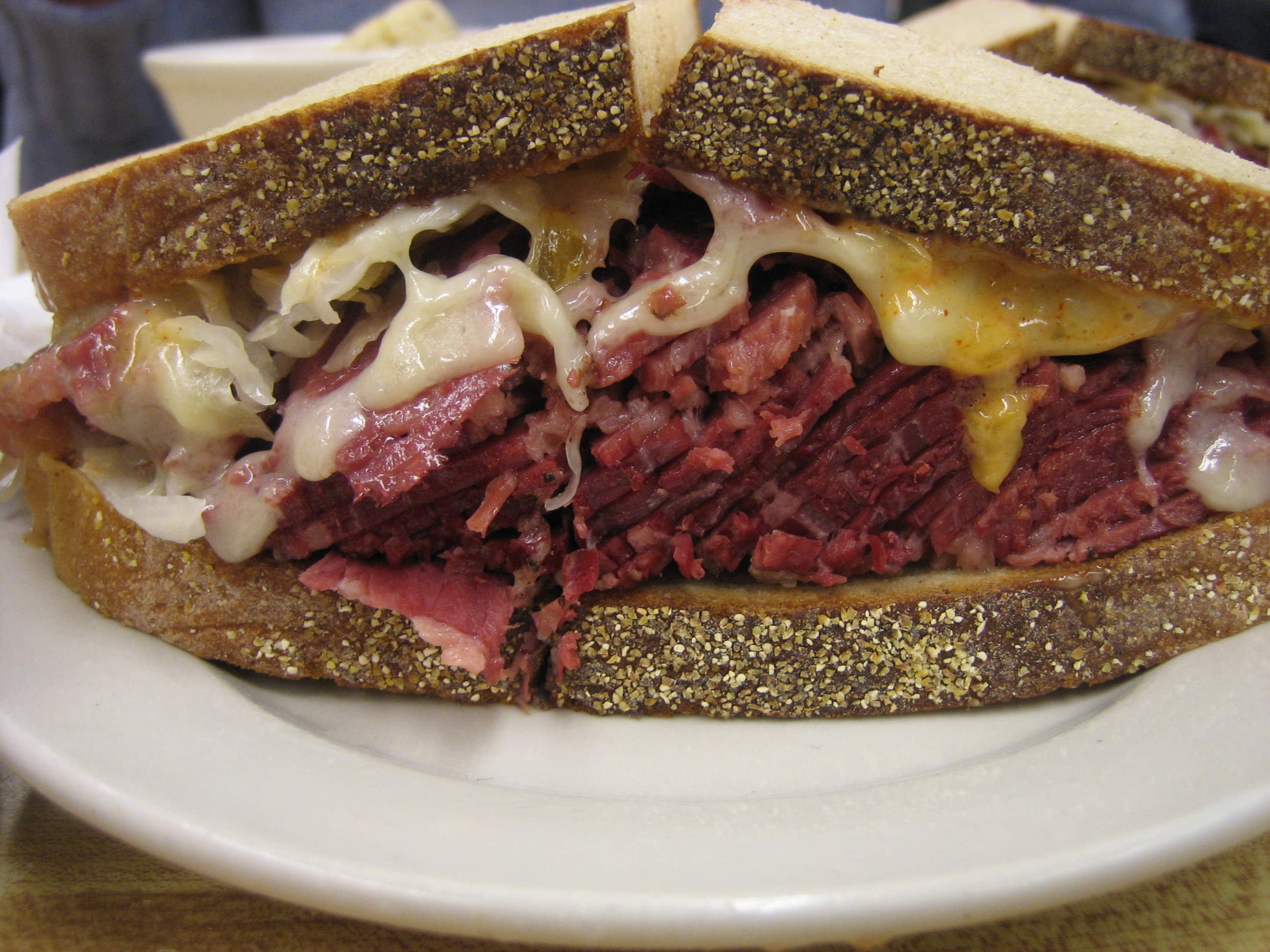
Kanapka Reuben z dodatkiem sosu rosyjskiego

Sos rosyjski t. dressing rosyjski — mieszanka zimnych sosów spożywczych na bazie keczupu i majonezu z dodatkiem sosu Worcestershire, opracowana w kuchni amerykańskiej; najczęściej o smaku ostrym i pikantnym, przyprawiana tartym chrzanem, pieprzem, szczypiorem, cebulą dymką, papryką słodką, tabasco. Wykorzystywana np. do złożenia kanapki Reuben czy hamburgera.